# Élections fédérales suisses de 1975
Les élections fédérales suisses de 1975 se sont déroulées le 26 octobre 1975. Elles ont désigné la 40e législature depuis 1848. Elles portèrent sur le renouvellement des 200 sièges du Conseil national et des 44 sièges au Conseil des États. Les députés furent élus pour une durée de 4 ans. 
Après les événements de Mai 68, une scission du Parti socialiste se créa au Tessin. Le Parti socialiste autonome (PSA) d'obédience marxiste obtint un siège au Conseil national. Le PRD obtint 47 sièges, le PSS 55 (+9) et devint le premier parti au Conseil national, le PDC 46 (+2), l’UDC 21 (-2) et le PLS 6 (inchangé). 
Au Conseil des États, sur 44 sièges, le PSS gagna un siège (5 au total) pris à l'Union libérale-démocratique. La composition restante fut inchangée.

## Législature 1975-1979
| Parti | Parti                                              | Sigle | Tendance politique                    | Sièges au CN | Sièges au CE |
| ----- | -------------------------------------------------- | ----- | ------------------------------------- | ------------ | ------------ |
|       | Parti socialiste                                   | PSS   | social-démocrate                      | 55           | 5            |
|       | Parti radical-démocratique                         | PRD   | radical                               | 47           | 15           |
|       | Parti démocrate-chrétien                           | PDC   | démocrate-chrétien                    | 46           | 17           |
|       | Union démocratique du centre                       | UDC   | agrarien                              | 21           | 5            |
|       | Alliance des indépendants                          | AdI   | social-libéral                        | 11           | 1            |
|       | Union libérale-démocratique                        | ULD   | libéral/conservateur                  | 6            | 1            |
|       | Parti suisse du travail                            | PST   | communiste                            | 4            | -            |
|       | Parti Républicain                                  | REP   | extrême droite/nationaliste/populiste | 3            | -            |
|       | Parti chrétien-protestant                          | PCP   | conservateur/protestant               | 3            | -            |
|       | Action nationale contre la surpopulation étrangère | AN    | extrême droite/nationaliste/populiste | 2            | -            |
|       | Parti socialiste autonome (TI)                     | PSA   | marxiste                              | 1            | -            |
|       | Vigilance (GE)                                     | VIG   | extrême droite/nationaliste           | 1            | -            |